# John Herrington
John Bennett Herrington (ur. 14 września 1958, Wetumka) – amerykański astronauta, pilot wojskowy i doświadczalny, pierwszy Indianin w przestrzeni kosmicznej.

## Życiorys
John Bennett Herrington urodził się w Wetumka, w stanie Oklahoma. Wychowywał się w stanach Kolorado, Wyoming i Teksas. Ukończył studia na wydziale matematyki stosowanej University of Colorado w Colorado Springs, a w 1984 roku wstąpił do marynarki wojennej USA. Przez trzy tury służył w rejonie Pacyfiku, a następnie został pilotem testowym.
Ma na swoim koncie ponad 3800 wylatanych godzin na ponad 30 typach maszyn.
W 1996 roku NASA wybrała go jako kandydata na astronautę, a w 2002 roku odbył swą jedyną podróż kosmiczną jako specjalista na pokładzie wahadłowca Endeavour podczas misji STS-113 na Międzynarodową Stację Kosmiczną.
W celu uhonorowania swego tubylczego dziedzictwa Herrington, którego rodzina od strony matki pochodzi z Pięciu Cywilizowanych Narodów, w trwającą 14 dni kosmiczną misję zabrał flagę Narodu Chickasaw, którą podczas specjalnej uroczystości wręczył mu wódz plemienia Chickasaw Bill Anoatubby. Przepisy NASA nie zezwoliły mu na zabranie ceremonialnego tytoniu na pokład promu.
W sierpniu 2005 roku Herrington zrezygnował ze służby w NASA i marynarce wojennej, by zostać wiceprezesem i dyrektorem ds. operacji lotniczych Rocketplane Limited, Inc., firmy projektowej z Oklahoma City, która pracowała nad budową statków kosmicznych przeznaczonych do celów transportowych i turystycznych.
Stowarzyszenie Uczestników Lotów Kosmicznych (Association of Space Explorers) przyznało mu Universal Astronaut Insignia za lot orbitalny (nr 425).